# Rigel
Rigel (β Ori / β Orionis / Beta Orionis) je najsjanija zvijezda u Orionu, nazvana po arapskoj riječi "rijl Al-jauza" što znači stopalo. Plavi superdiv i 7. zvijezda po prividnom sjaju, odmah iza Capelle. Nalazi se na udaljenosti od 775 ly i zrači 40.000 puta više od Sunca. Površinska temperatura je 11.000 K što uzrokuje plavo-bijelu boju zvijezde. Rigel znatnim dijelom zrači u UV sprektru te je znatan dio njegova sjaja nevidljiv golom oku. Ukupni sjaj Rigela je 66.000 puta jači od Sunčeva. Rigel prati relativno sjajna zvijezda 7. magnitude udaljena 2500 AU, i zvijezda je s masom 17 puta većom od Sunca. Kako više ne fuzionira vodik u helij nego helij u ugljik i kisik, polako je započeo proces umiranja te će u dalekoj budućnosti završiti kao supernova ili će iza sebe ostaviti veoma rijetkog bijelog patuljka od kisika i neona.

## Vanjske poveznice
- Spektar zvijezde Rigel

- Rigel  Arhivirana inačica izvorne stranice od 29. prosinca 2005. (Wayback Machine)